# Andreas Wirth
Andreas Wirth (ur. 19 listopada 1984 roku w Heidelberg) – niemiecki kierowca wyścigowy.

## Kariera
Wirth rozpoczął karierę w międzynarodowych wyścigach samochodowych w 2003 roku od startów w Niemieckiej Formule Ford 1800, gdzie zdobył tytuł wicemistrzowski. W późniejszym okresie Niemiec pojawiał się także w stawce Festiwalu Formuły Ford, Europejskiego Pucharu Formuły Ford, Francuskiej Formuły Ford, Formuły BMW ADAC, Amerykańskiej Formuły BMW, Atlantic Championship, Champ Car, ADAC GT Masters, 24H Dubai oraz Blancpain Sprint Series.